# Polyplax reclinata
Polyplax reclinata är en insektsart som först beskrevs av Christian Ludwig Nitzsch 1864.  Polyplax reclinata ingår i släktet Polyplax och familjen ledlöss. Inga underarter finns listade i Catalogue of Life.